# Энергетический слуга

Пропорция энергетических слуг

Энергетический слуга, энергетический раб (англ. energy slave, energy servant) — понятие из области биоэнергетики, которое служит для указания отношения между энергетическими потребностями организма человека (еда, потребность в средствах существования) и энергетическими расходами (использование энергии человеком). Энергетический слуга по-другому значит: средняя мощность человека за день, величина которой примерно равна 100 Вт.
Это понятие позволяет сравнивать производительность работников в промышленно развитом обществе, где обычно используются различные механизмы, с количеством рабочих, которые могут заменить этот механизм. Понятие «энергетический слуга» ввёл Оскар Уайльд, описывая паровую машину.

## Мощность человеческой работы
100 Вт — это мощность человека, который не делает никакую тяжёлую работу (эта мощность нужна для содержания температуры тела 36,6 °C), обычный человек при физической работе не превышает мощности в 200 Вт, спортсмены при тяжелейших нагрузках достигают мощности 700 Вт, а некоторые — 1 кВт.
Из-за того, что виды работы могут быть различными, а важные работы выполняются машинами, транспортными средствами, сложными системами или посредством ветровой и водной энергии и так далее, человеческая физическая работа, у которой энергетический слуга с мощностью 200 Вт, станет вымирать, эту работу заменит умственная; сейчас люди больше расходуют энергию механизмов.

## Формула
Человек в день расходует примерно 2000 килокалорий; одна килокалория равна 4184 джоулям, из этого выходит, что:
{\displaystyle 1ES={\frac {2000Calories}{1day}}\times {\frac {1day}{24hrs\times 60min\times 60sec}}\times {\frac {4184Joules}{1Calorie}}=96.85{\frac {J}{second}}=96.85W\approx 100W}

## Использование
Тонна нефтяного эквивалента даёт 41.868 GJ энергии. Это равноценно тому, как если бы нам служили целый год 13 энергетических слуг:
{\displaystyle {\frac {1toe}{1year}}\times {\frac {1year}{365days\times 24hrs\times 60min\times 60sec}}\times {\frac {41868000000J}{1toe}}\times {\frac {1servant}{100W}}=13.28SE\approx 13SE} Если сказать иначе — выходит, что автомобиль расходует тонну топлива в год, что эквивалентно работе 13 слуг. Мощность одного из первых автомобилей (40 кВт, это 70 лошадиных сил) равна работе 400 слуг, а маленького мопеда с мощностью 2 кВт — работе 20 слуг, которые бы могли крутить педали.

## Расходование энергии в мире
| Регион страна     | kWh/capita 2008 | Мощность W | Энерг. слуг |
| ----------------- | --------------- | ---------- | ----------- |
| США               | 87 216          | 9 956      | 99          |
| Евросоюз          | 40 821          | 4 660      | 46          |
| Ближний Восток    | 34 774          | 3 970      | 39          |
| Китай             | 18 608          | 2 124      | 20          |
| Латинская Америка | 14 421          | 1 646      | 15          |
| Африка            | 7 792           | 889        | 8           |
| Индия             | 6 280           | 717        | 6           |
| Другие страны     | 23 871          | 2 725      | 26          |
| Мир               | 21 283          | 2 430      | 23          |

## Средние значения
За один день:
- транспорт заменят 22 слуги
- сельское хозяйство (сбор урожая, землепашество) заменят 23 слуги
- работу на заводе заменят 145 слуг
- остальное заменят 237 слуг.

Среднее значение за день — 427 слуг.